# The Sham Mirrors
The Sham Mirrors es el tercer álbum de la banda noruega de black metal y avant garde metal Arcturus, editado el 9 de abril de 2002. Este disco constituyó un cambio con respecto a los anteriores trabajos del grupo escandinavo, ya que presenta un sonido mucho más moderno que La Masquerade Infernale, inspirado en la música clásica, y contiene elementos del trip hop, música electrónica y música ambiental además del sonido típico de la banda, orientado hacia el black metal. Líricamente, también constituyó un cambio de sentido, ya que trata temas relacionados con la ciencia ficción, en lugar de los temas satánicos y anticristianos presentes en anteriores trabajos.

## Lista de canciones
1. "Kinetic" (G., Johnsen, Rex) – 5:25
2. "Nightmare Heaven" (G., Johnsen, Rex) – 6:05
3. "Ad Absurdum" (G., Johnsen, Rex) – 6:48
4. "Collapse Generation" (H., Hellhammer, Johnsen) – 4:13
5. "Star-Crossed" (G., Johnsen, Rex) – 5:01
6. "Radical Cut" (H., Hellhammer, Johnsen) – 5:08
7. "For to End Yet Again" (G., Johnsen, Rex) – 10:33

## Personal
- Trickster G. Rex - Voz
- Steinar Sverd Johnsen - Teclados
- Hellhammer - Batería
- Knut Magne Valle - Guitarra
- Dag F. Gavem - Bajo
- Ihsahn - Voces guturales en "Radical Cut"
- Mathias Eck - Cuernos de Ubu en las pistas 3, 4 y 6

- Datos: Q1755039